# Südfränkische Dialekte

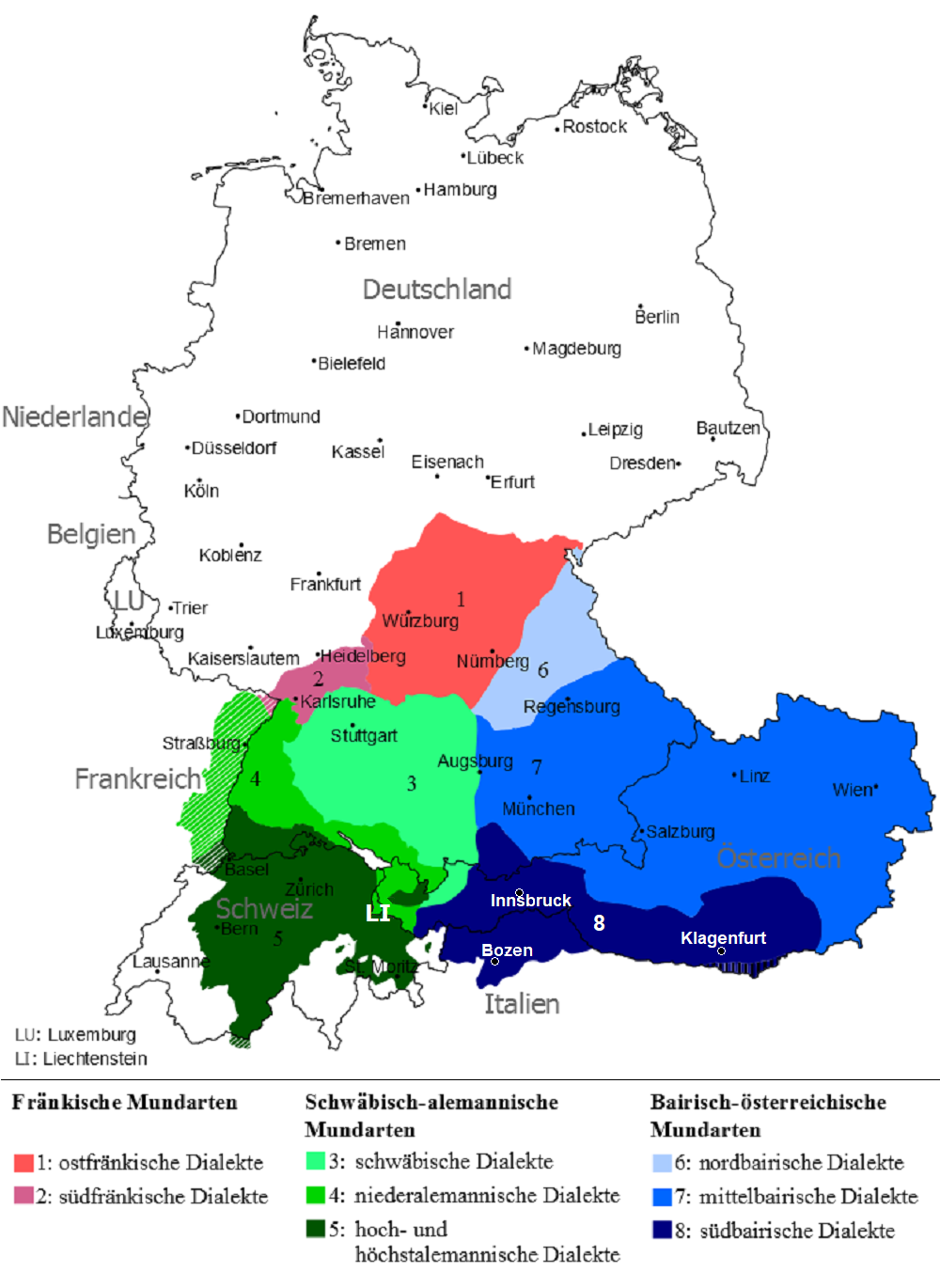
Das Südfränkische (2) innerhalb des Oberdeutschen nach 1945

Südfränkisch ist eine ober- oder mitteldeutsche Dialektgruppe, die im Norden des Landes Baden-Württemberg, Heilbronn,  in der Südostpfalz in Rheinland-Pfalz und im Outre-Forêt im nördlichen Elsass gesprochen wird. 
Umgangssprachlich werden die südfränkischen Dialekte im Norden des ehemaligen Staates Baden, die teilweise starken kurpfälzischen Einflüssen unterliegen, zusammen mit dem Kurpfälzischen auch als „Badisch“ bezeichnet. Speziell um Karlsruhe gibt es auch die Bezeichnung Brigantendeutsch. Die in Nordwürttemberg gesprochenen südfränkischen Dialekte werden hingegen nicht als „Badisch“ bezeichnet, sondern oft falsch als „Schwäbisch“. Die Herausbildung des Dialektraums erfolgte aber viel früher als die erst 1803 gezogene politische Grenze zwischen Baden und Württemberg.

## Verbreitung und Abgrenzung von Nachbardialekten
Die südfränkischen Dialekte liegen im Übergangsbereich zwischen den oberdeutschen und mitteldeutschen Dialekten und werden durch folgende Nachbardialekte beeinflusst:
- Nordwesten: Pfälzisch (linksrheinische Pfalz, rechtsrheinische Pfalz um Mannheim, Heidelberg, elsässisches Unterland)
- Osten: Ostfränkisch
- Süden: Schwäbisch
- Südwesten: Niederalemannisch, etwa ab Baden-Baden und im Elsass

Der dtv-Atlas Deutsche Sprache zeigt eine Karte mit Stand vom Jahr 1900, laut der sich das Südrheinfränkische von den Nachbardialekten folgendermaßen abgrenzen lässt:
- vom Alemannischen durch die Hus-Haus-Linie: Diese beginnt am Rhein, verläuft zwischen Rastatt und Ettlingen und entlang der Murg in den Schwarzwald hinein. Dort trifft sie auf die Grenze zum Schwäbischen. Siehe dazu auch: Grenzorte des alemannischen Dialektraums
- vom Schwäbischen durch die Mähe-mähet-Linie: Diese verläuft von Wildbad über Pforzheim-Knittlingen-Zaberfeld-Brackenheim-Lauffen am Neckar-Untergruppenbach nach Mainhardt in den Löwensteiner Bergen. Dort trifft sie auf die Grenze zum Ostfränkischen.
- vom Ostfränkischen durch die fest-fescht-Linie: Die Grenze zum hohenlohischen Dialekt, der zum Ostfränkischen zählt, verläuft etwa über die Orte Öhringen-Ingelfingen-Krautheim-Ravenstein-Ahorn-Königheim-Tauberbischofsheim-Wertheim.
- vom Rheinfränkischen (Hessisch, Pfälzisch, auch um Mannheim und Heidelberg) durch die Speyerer Linie oder Appel/Apfel-Linie: Diese verläuft von Miltenberg über Amorbach-Eberbach-Leimen-Schwetzingen nach Speyer, von wo aus sie dem Rhein in südlicher Richtung folgt. Zeitweilig wird hier auch die etwas weiter südlich verlaufende Germersheimer Linie herangezogen, die die Aussprache von Pfund/Pfoschde und Pund/Poschde trennt.

Sprecher des Südfränkischen lassen sich also unter anderem durch folgende Aussprache des Satzes „Die Kinder halten die Äpfel fest“ ausmachen:
Die Kinner halte die Äpfel fescht oder D’ Kinner halte d’ Äpfel fescht.
Dagegen lautet dieser
- im Schwäbischen: D’ Kender haltet (eigtl. hebet) die Äpfel fescht.
- im Ostfränkischen: Die Kinder haldn die Äbfl fesd.
- im Südhessischen: Die Kinner halte die Äppel fest.
- im Ostpfälzischen: D’ Kinner halde(n)/hewe(n) d’ Äppel fescht.

In der Sowjetunion wurde auch das Nordelsässische aus dem Gebiet zwischen Seltz, Wissembourg und Lauterbourg, das zum Südfränkischen gehört, gesprochen.

## Charakteristische Merkmale
1. im Oberdeutschen typisches Fehlen von Endungen:

Wage statt Wagen
2. fehlende Plosivlaute nach m und n:

Hemm anstatt Hemd

Kinner anstatt Kinder
T-laute werden wie d ausgesprochen (Lenisierung)
Traktor = Drakdor
3. Artikel:

da Mann anstatt der Mann

d’ Fraa anstatt die Frau

’s Kinn anstatt das Kind
Zudem fehlt zumeist der markierte Akkusativ bei Nomengruppen im Maskulinum:

’n guter Dag anstatt einen guten Tag

Hosch da Hans droffe? anstatt Hast du den Hans getroffen?
4. charakteristischer ei-Laut

Alle im Alemannischen als ei gesprochenen Laute werden als ai bis oi ausgesprochen.
Die Lautfärbungen sind so charakteristisch, dass Einheimische daran auf wenige Kilometer genau die Herkunft des Sprechers identifizieren können, während Nicht-Einheimische die Unterschiede kaum erkennen oder korrekt nachahmen können.
Geradezu sprichwörtlich ist in diesem Zusammenhang der Satz, der gerne mit betont breiten ai bis oi-Lauten ausgesprochen wird:

Zwoi woiche Oier in oinera Roih (Stafforter Lautfärbung); Zwai waiche Aier in ainera Raih (Karlsruher und Spöcker Lautfärbung)

(Hochdeutsch: „Zwei weiche Eier in einer Reihe“)